# Zavel
Zavel (van het Latijnse sabulum; "grof zand" of "kiezelzand") is een grondsoort. Men spreekt van zavel als grond  een bepaald percentage lutum bevat. Het andere bestanddeel van zavel wordt gevormd door zand. Zavel is erg geschikt voor de teelt van bloembollen. Het is meestal vruchtbaar, goed te bewerken, vochthoudend en doorwortelbaar.
De benaming 'lutum' staat voor microscopische deeltjes van mineraal materiaal kleiner dan 0,002 mm (2 μm). Bij een lutumpercentage tussen 8% en 12% spreekt men van zeer lichte zavel, bij een lutumpercentage tussen 12% en 17,5% van matig lichte zavel, bij een lutumpercentage tussen 17,5% en 25% van zware zavel. Bij lutumpercentages van meer dan 25% spreekt men van klei.